# The Settlers (2019)
The Settlers, o oitavo jogo da série Settlers, é um clássico jogo de estratégia e deve ser lançado para PC em 2020. O plano é tornar o jogo familiar para os que já conhecem a série, mas também trazer The Settlers aos padrões visuais e de jogabilidade atuais. 
O anúncio do jogo foi feito na Gamescom 2018, onde algumas cenas pré-alpha visualmente surpreendentes foram mostradas. A Ubisoft está usando a Snowdrop Engine para desenvolver o jogo. 